# Heinrich Lenz
Heinrich Friedrich Emil Lenz (født 12. februar 1804 i Tartu, Estland, død 10. februar 1865 i Rom) var en tysk-baltisk fysiker, mest kendt for at have formuleret Lenz' lov i 1833. 
Han studerede ved Universitetet i Tartu. Fra 1834 var han medlem af Det russiske videnskabsakademi og fra 1840 til 1863 var han rektor ved universitetet i St. Petersburg. Han undersøgte hovedsagelig elektriske fænomener som elektromagnetisk induktion og temperaturafhængigheden af elektrisk modstand. 
1. ↑  Navnet er anført på russisk og stammer fra Wikidata hvor navnet endnu ikke findes på dansk.
2. ↑  Navnet er anført på engelsk og stammer fra Wikidata hvor navnet endnu ikke findes på dansk.